# Provinz Matabeleland South
Matabeleland South (deutsch Südmatabeleland) ist eine Provinz in Simbabwe mit einem Gebiet von 54.172 km² und einer Bevölkerung von 760.345 Einwohnern (2022). Die Hauptstadt der Provinz ist Gwanda.

## Geographie
Diese Provinz ist größtenteils semiarides Gebiet mit seltenen Niederschlägen. Die Region ist anfällig für Dürren. Rinderzucht ist verbreitet. Stellenweise findet sich Bergbau (Gold, Asbest, Chrom), da die südlichen Ausläufer des Great Dyke bis in die Provinz reichen. Vor allem aber trägt der Tourismus zum Erwerbseinkommen der Bevölkerung bei. Im Vergleich mit anderen Provinzen ist diese Gegend dünn besiedelt.
| Provinz Matabeleland North            | Provinz Bulawayo, Provinz Matabeleland North | Provinz Midlands           |
| North East District, Botswana         | Kompassrose, die auf Nachbargemeinden zeigt  | Provinz Masvingo           |
| Central District (Botswana), Botswana | Provinz Limpopo, Südafrika                   | Provinz Limpopo, Südafrika |

## Distrikte

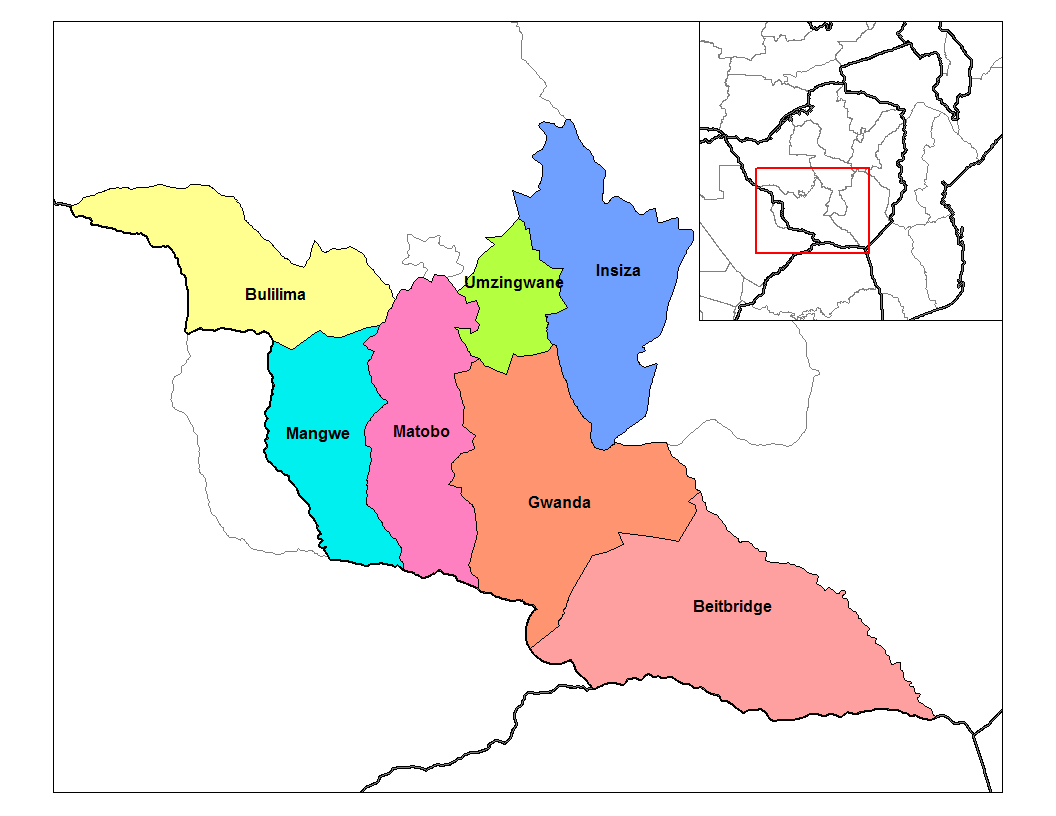
Distrikte in Matabeleland South (ohne Urbane Distrikte)

Die Provinz besteht aus 10 Distrikten (Stand 2022). Davon sind 7 Ländliche Distrikte (Rural) und 3 Städte mit Distrikt Status (Urban):
| Distrikt                | Fläche in [km²] | Einwohner 2012 | Einwohner 2022 | Bevölkerungsdichte 2022 [Einwohner/km²] |
| ----------------------- | --------------- | -------------- | -------------- | --------------------------------------- |
| Beitbridge Rural        | 12.719          | 80.335         | 94.001         | 7                                       |
| Beitbridge Urban        | 89              | 42.218         | 58.574         | 658                                     |
| Bulilima                | 6439            | 90.757         | 85.600         | 13                                      |
| Gwanda Rural            | 10.712          | 116.357        | 124.548        | 12                                      |
| Gwanda Urban            | 23              | 20.420         | 27.143         | 1180                                    |
| Insiza                  | 8221            | 99.793         | 122.903        | 15                                      |
| Mangwe Rural            | 5722            | 67.005         | 65.562         | 11                                      |
| Mangwe Urban (Plumtree) | 174             | 11.660         | 14.460         | 83                                      |
| Matobo                  | 7245            | 93.991         | 95.694         | 13                                      |
| Umzingwane              | 2780            | 62.510         | 71.860         | 26                                      |
| Gesamt                  | 54.172          | 685.046        | 760.345        | 14                                      |